# ハウバーグの石碑
ハウバーグの石碑（ハウバーグのせきひ、Hauberg Stela）とは、シアトルのJohn H.Haubergのコレクションである、石灰岩製の石碑。よくある事だが中南米の考古遺物は盗掘品でオークションに出されるがこれもそういったもののひとつと思われる。石碑の内容は、マヤのどこかの都市（紋章文字が解読されていないため不明）のBac-T'ul（Bone Rabbit;骨ウサギ）という王が13シュル3アハウの日(長期暦に換算するとA.D.199年10月の日付けになる。）に放血儀礼を行って52日後に即位したという記事が刻まれている。